# Ruine Günzelburg
Die Ruine Günzelburg, auch Greifenburg, Gryffenburg und Denzelburg genannt, ist die Ruine einer Felsenburg auf einem 685 m ü. NN hohen Felsturm über dem Ort Weiler bei Seißen, einem Ortsteil der Stadt Blaubeuren, im Alb-Donau-Kreis in Baden-Württemberg.

## Geschichte
Die Burg wurde im späten 13. Jahrhundert von den Grif von Berkach erbaut, vermutlich als Nachfolgeanlage einer Burg auf dem nahen Wachtfels. Die Herren von Berkach waren Ministeriale der Grafen von Berg. Als nachfolgende Besitzer werden Ende des 14. Jahrhunderts die Herren von Weiler und die Herren von Westernach, 1460 Ulrich von Westerstetten und nach 1460 das Kloster Blaubeuren genannt. Der im Jahr 1464 genannte Name der Burg Denzelburg, also wohl Tünzelburg, geht wohl auf einen späteren Besitzer der Burg zurück.
Um 1477 war die Anlage baufällig, es heißt: „Auch die Mauertrümmer der Burg Gintzelburg, die über das Haus (= das Franziskanerkloster) auf der Spitze des Felsens hereinragt, haben diesem Haus Schaden getan...“
Von der ehemaligen Burganlage, die eine hakenförmige Schildmauer hatte, sind noch Mauerreste erhalten. Die Kernburg hatte eine Grundfläche von etwa 20 mal 21 Meter.

## Literatur

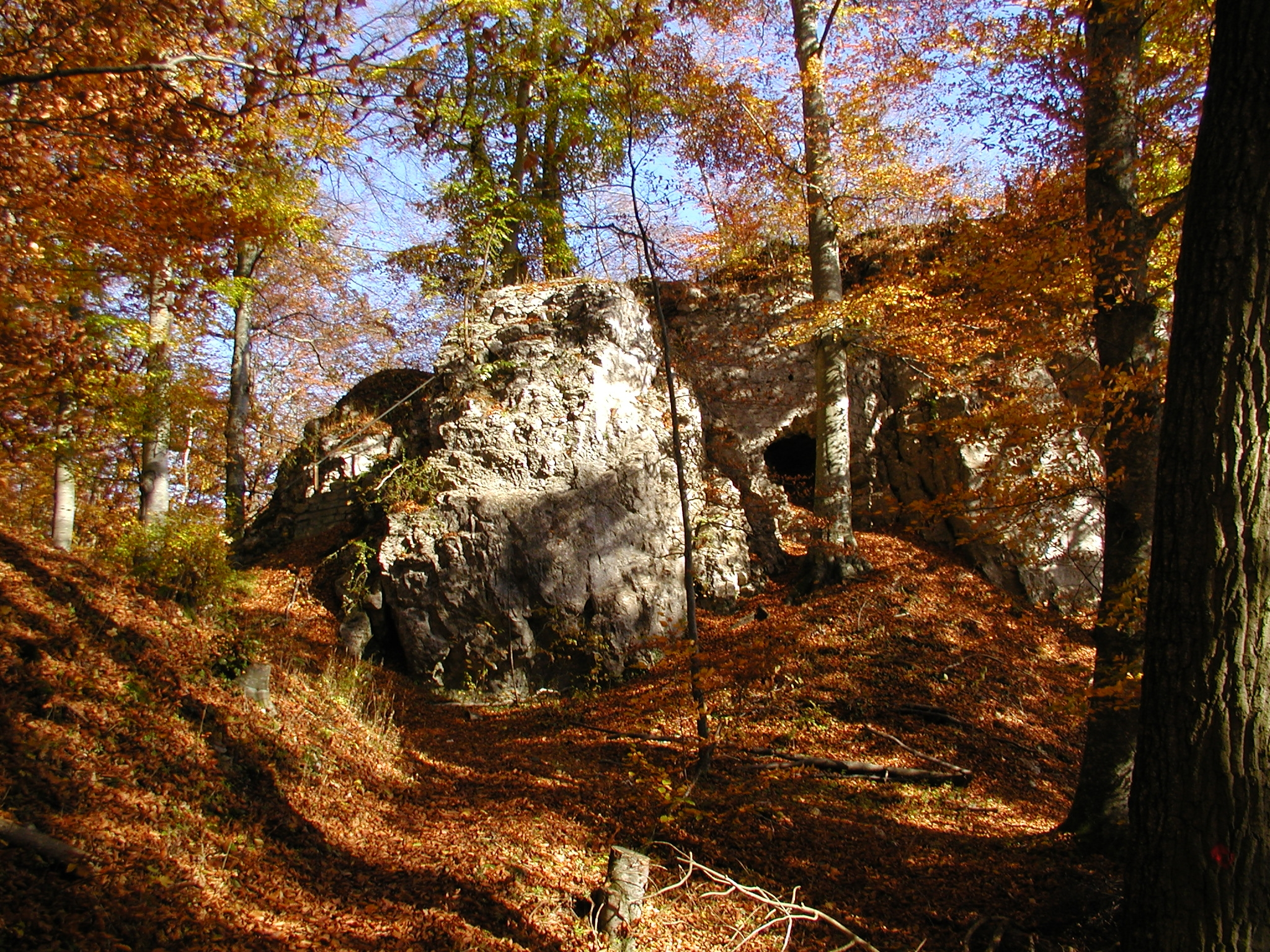
Halbrunder Mauerrest am Fuß des Burgfelsens
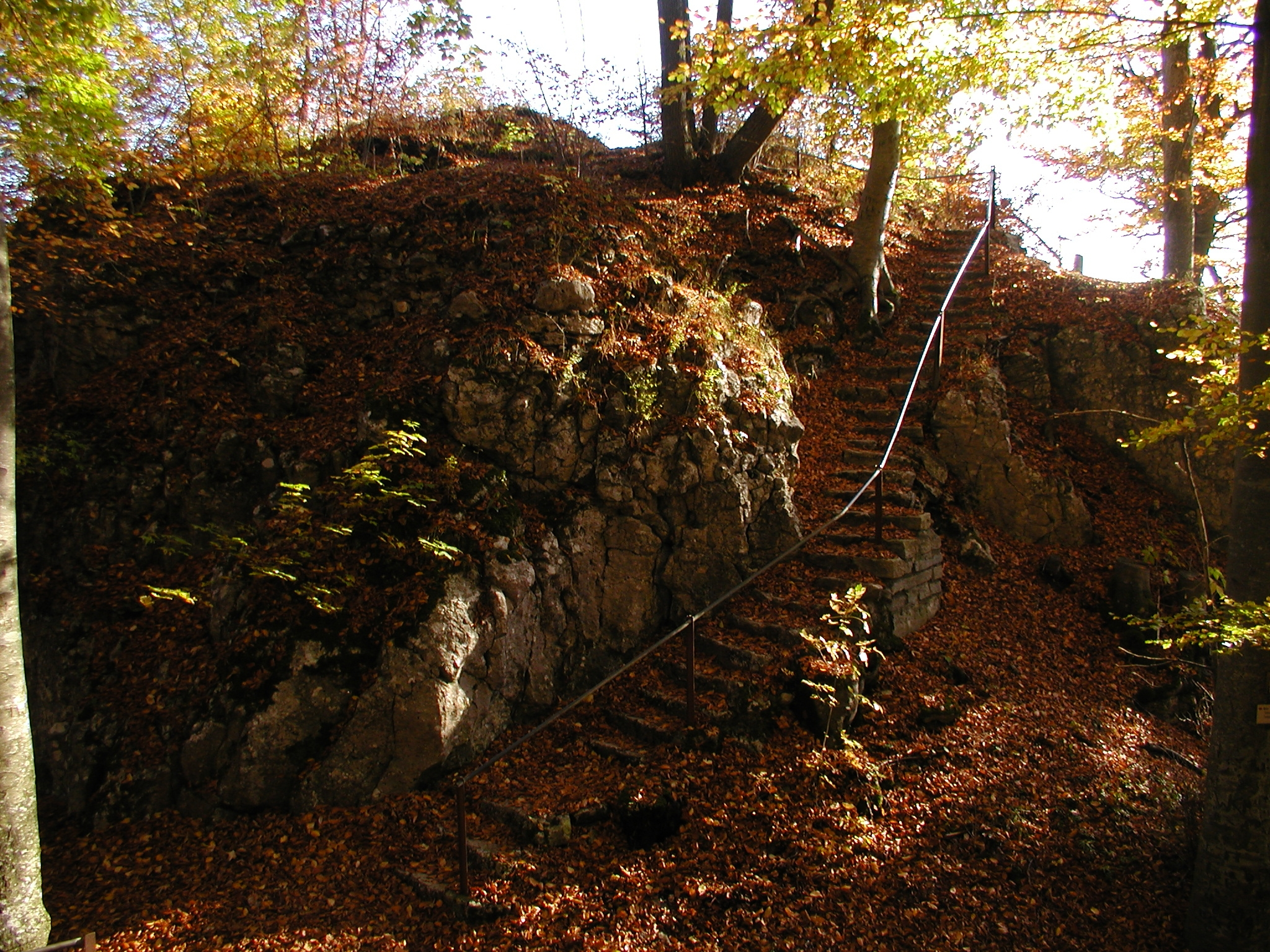
Treppe zum Felsplateau
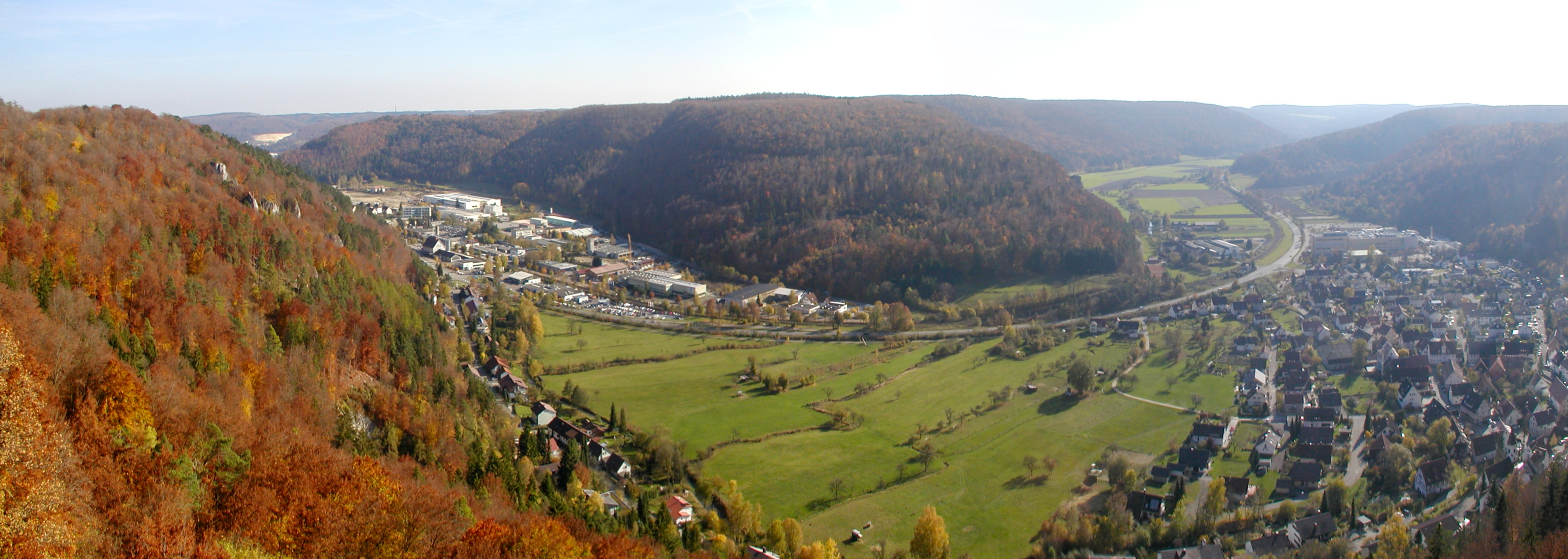
Panoramablick von der Ruine in das Achtal bei Blaubeuren-Weiler